# Олехнович, Франтишек Карлович
Франти́шек Ка́рлович Олехно́вич (бел. Францішак Аляхновіч, бел. лат. Francišak Alachnovič, пол. Franciszek Olechnowicz; 9 [21] марта 1883, Вильна — 3 марта 1944, Вильнюс) — белорусский политический деятель, драматург, писатель, журналист.

## Биография
Родился в Вильно (сейчас Вильнюс). С 1920 г. жил в Вильне, в 1921—1923 редактировал газету «Беларускі звон». В 1926 г. решил остаться в БССР после конференции в Минске, был арестован, отправлен на Соловки. В 1933 г. советские власти обменяли Олехновича на Б. Тарашкевича — белорусского писателя и филолога, арестованного в Польше. Вернулся в Вильно.
Автор книги воспоминаний «В когтях ГПУ» («У капцюрох ГПУ», 1934), где описал советскую карательную систему. Текст опубликован в 1934 в польской газете «Слово» (Вильно) и русской газете «Возрождение» (Париж) на польском и русском языках соответственно. Лишь в 1937 г. удалось напечатать оригинальную версию на белорусском языке. Также публиковались переводы на итальянский, португальский и украинский языки. Книга никогда не выходила в СССР, лишь печаталась на оккупированных территориях в годы Великой Отечественной войны. По мнению некоторых исследователей является первым всемирно известным произведением, написанным арестантом о советских исправительно-трудовых лагерях.
Во время Второй мировой войны редактировал коллаборационистское издание «Беларускі голас» (1942—1944). В то же время, по данным советской разведки, входил в руководство подпольной антифашистской Белорусской партии независимости, был начальником Виленского окружного комитета БНП и «правой рукой» ксендза Винцента Годлевского — руководителя белорусского националистического подполья. Убит в Вильнюсе в своей квартире по разным версиям советскими партизанами, польской Армией Крайовой либо немецкими военнослужащими.
Франтишек Олехнович был торжественно погребён на Кальвинистском кладбище в центре Вильнюса. В 1989 году произошло его символическое перезахоронение на кладбище Росы, так как Кальвинистское кладбище было снесено в советское время
Наиболее значительный литературный вклад сделал как драматург. Автор 17 пьес, ряда рассказов, публицистических произведений, воспоминаний.